# Жиры

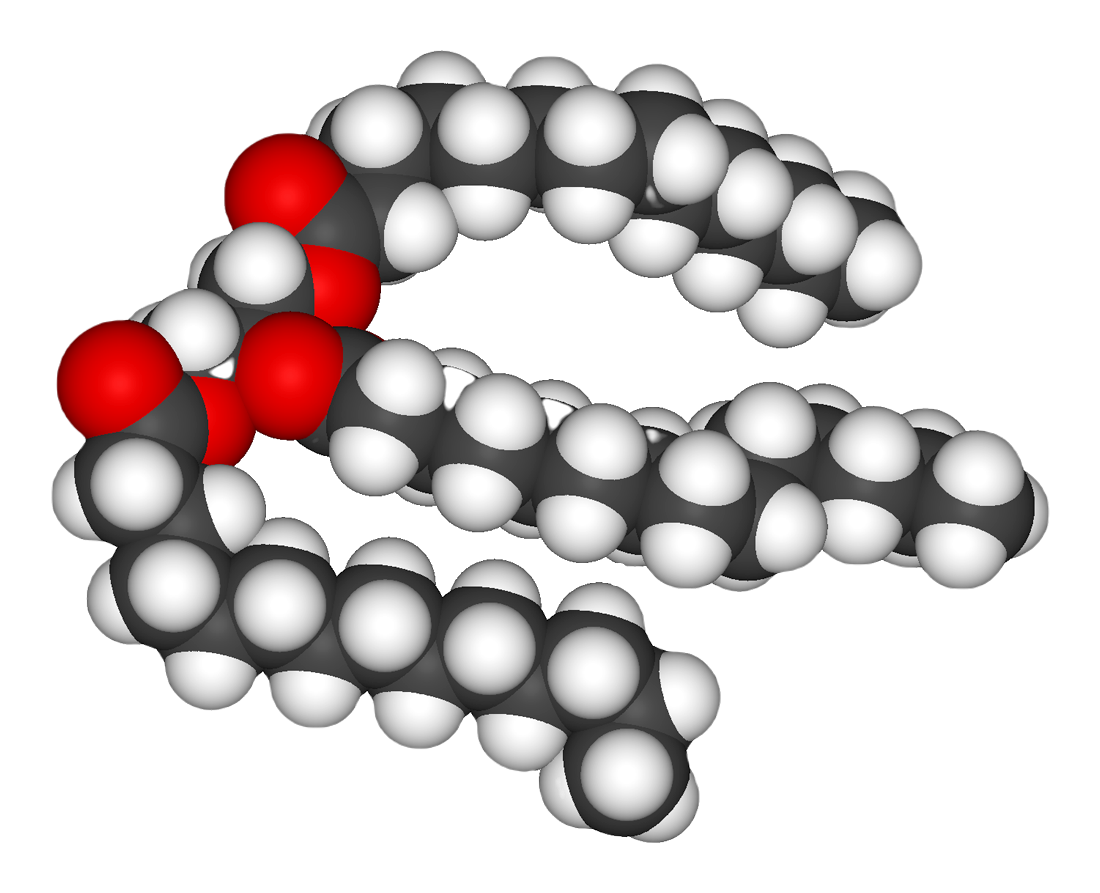
Шариковая модель триглицерида. Красным цветом выделен кислород, чёрным — углерод, белым — водород

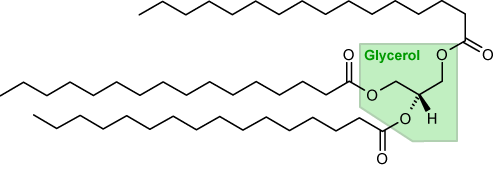
Триглицериды. Зелёным цветом выделен остов глицерина, чёрным на белом фоне — часть молекулы жирных кислот (на рисунке — это радикалы пальмитиновой кислоты)

Жиры́, также триглицери́ды, триацилглицериды — органические вещества, сложные эфиры, продукты этерификации карбоновых кислот и трёхатомного спирта глицерина.
В живых организмах выполняют, прежде всего, структурную и энергетическую функции: они являются основным компонентом клеточной мембраны, а в жировых клетках сохраняется энергетический запас организма.
Наряду с углеводами и белками, жиры — один из главных компонентов питания. Жиры растительного происхождения называют маслами (маслами также называют некоторые животные жиры, например, сливочное и топлёное масла). Растительные масла, как правило, имеют жидкую консистенцию при комнатной температуре. Исключение составляют масла тропических растений (пальмовое, кокосовое, какао и т. п.). Жиры животного происхождения, напротив, при комнатной температуре обычно находятся в застывшей фазе. Исключение составляют рыбий жир, говяжий жир с ног (копытное масло), ворвань и др.

## Состав жиров
Состав жиров определили французские ученые М. Шеврель и М. Бертло.
В 1811 году М. Шеврель установил, что при нагревании смеси жира с водой в щелочной среде образуются глицерин и карбоновые кислоты (стеариновая и олеиновая). В 1854 году химик М. Бертло осуществил обратную реакцию и впервые синтезировал жир, нагревая смесь глицерина и карбоновых кислот.
Состав жиров отвечает общей формуле
где R¹, R² и R³ — радикалы (одинаковых или различных) жирных кислот.
Природные жиры содержат в своём составе три кислотных радикала, имеющих неразветвлённую структуру и, как правило, чётное число атомов углерода (содержание «нечётных» кислотных радикалов в жирах обычно менее 0,1 %).
Природные жиры чаще всего содержат следующие жирные кислоты:
Насыщенные:

Алкановые кислоты:
- стеариновая (C17H35COOH)
- пальмитиновая (C15H31COOH)
- капроновая (C5H11COOH)
- масляная (C3H7COOH)

Ненасыщенные:

Алкеновые кислоты:
- пальмитолеиновая (C15H29COOH, 1 двойная связь)
- олеиновая (C17H33COOH, 1 двойная связь)

Алкадиеновые кислоты:
- линолевая (C17H31COOH, 2 двойные связи)

Алкатриеновые кислоты:
- линоленовая (C17H29COOH, 3 двойные связи)
- арахидоновая (C19H31COOH, 4 двойные связи, реже встречается)

В состав некоторых природных жиров входят остатки и насыщенных, и ненасыщенных карбоновых кислот.

## Состав природных жиров
| Триглицериды              | Остатки кислот, % по массе | Остатки кислот, % по массе | Остатки кислот, % по массе | Остатки кислот, % по массе | Остатки кислот, % по массе |
| ------------------------- | -------------------------- | -------------------------- | -------------------------- | -------------------------- | -------------------------- |
| Триглицериды              | Пальмитиновая              | Стеариновая                | Олеиновая                  | Линолевая                  | Линоленовая                |
| Сливочное масло           | 25                         | 11                         | 34                         | 6                          | 5                          |
| Подсолнечное масло        | 11                         | 4                          | 38                         | 46                         | -                          |
| Оливковое масло           | 10                         | 2                          | 82                         | 4                          | -                          |
| Льняное масло             | 5                          | 3                          | 5                          | 62                         | 25                         |
| Пальмовое масло           | 44                         | 5                          | 39                         | 11                         | -                          |
| Бараний жир (твёрдый)     | 38                         | 30                         | 35                         | 3                          | 9                          |
| Говяжий жир (твёрдый)     | 31                         | 26                         | 40                         | 2                          | 2                          |
| Свиной жир (твёрдый)      | 27                         | 14                         | 45                         | 5                          | 5                          |
| Жиры в организме человека | 25                         | 8                          | 46                         | 10                         | -                          |

## Животные жиры
Чаще всего в животных жирах встречаются стеариновая и пальмитиновая кислоты, ненасыщенные жирные кислоты представлены в основном олеиновой, линолевой и линоленовой кислотами. Физико-химические и химические свойства жиров в значительной мере определяются соотношением входящих в их состав насыщенных и ненасыщенных жирных кислот.

## Растительные масла
В растениях жиры содержатся в сравнительно небольших количествах, за исключением семян масличных растений, в которых содержание жиров может быть более 50 %.

## Свойства жиров
Энергетическая ценность жира примерно равна 9,3 ккал на грамм, что соответствует 39 кДж/г. Таким образом, энергия, выделяемая при расходовании 1 грамма жира, приблизительно соответствует, с учётом ускорения свободного падения, работе, совершенной при поднятии груза весом 39000 Н (массой ≈ 4000 кг = 4 тонны) на высоту 1 метр.
При сильном взбалтывании с водой жидкие (или расплавленные) жиры образуют более или менее устойчивые эмульсии (см. гомогенизация). Природной эмульсией жира в воде является молоко.

## Физические свойства
Жиры — вязкие жидкости или твёрдые вещества, легче воды. Их плотность колеблется в пределах 0,9—0,95 г/см³. Жиры гидрофобны, практически нерастворимы в воде, хорошо растворимы в органических растворителях (бензол, дихлорэтан, эфир и др.) и частично растворимы в этаноле (5—10 %).

### Классификация
Чем больше в жирах содержание ненасыщенных кислот, тем ниже температура плавления жиров.
| Агрегатное состояние жиров | Различия в химическом строении                 | Происхождение жиров | Исключения                                   |
| -------------------------- | ---------------------------------------------- | ------------------- | -------------------------------------------- |
| Твёрдые жиры               | Содержат остатки насыщенных ВКК                | Животные жиры       | Рыбий жир(жидк. при н/у)                     |
| Смешанные жиры             | Содержат остатки насыщенных и ненасыщенных ВКК | Животные жиры       | Рыбий жир(жидк. при н/у)                     |
| Жидкие жиры(масла)         | Содержат остатки ненасыщенных ВКК              | Растительные жиры   | Кокосовое масло, какао масло(твёрд. при н/у) |

### Номенклатура
По тривиальной номенклатуре глицериды называют, добавляя окончание -ид к сокращенному названию кислоты и приставку, показывающую, сколько гидроксильных групп в молекуле глицерина проэтерифицировано.

## Химические свойства

### Гидролиз жиров
Гидролиз для жиров характерен, так как они являются сложными эфирами. Он осуществляется под действием минеральных кислот и щелочей при нагревании. Гидролиз жиров в живых организмах происходит под влиянием ферментов. Результат гидролиза — образование глицерина и соответствующих карбоновых кислот:
С3H5(COO)3R3 + 3H2O ↔ C3H5(OH)3 + 3RCOOH
Расщепление жиров на глицерин и соли высших карбоновых кислот проводится обработкой их щёлочью — (едким натром), перегретым паром, иногда — минеральными кислотами. Этот процесс называется омыление жиров (см. Мыло).

С3H5(COO)3-(C17H35)3 + 3NaOH → C3H5(OH)3 + 3C17H35COONa

тристеарин (жир) + едкий натр → глицерин + стеарат натрия (мыло)

### Гидрирование (гидрогенизация) жиров
В составе растительных масел содержатся остатки ненасыщенных карбоновых кислот, поэтому они могут подвергаться гидрированию. Через нагретую смесь масла с тонко измельченным никелевым катализатором пропускают водород, который присоединяется по месту двойных связей ненасыщенных углеводородных радикалов. В результате реакции жидкое масло превращается в твёрдый жир. Этот жир называется саломасом, или комбинированным жиром. При гидрировании, как побочный эффект, происходит изомеризация некоторых из оставшихся двойных связей, тем самым некоторые молекулы жира превращаются в трансжиры, доля трансжиров в масле увеличивается.

## Пищевые свойства жиров
Жиры являются одним из основных источников энергии для млекопитающих. Эмульгирование жиров в кишечнике (необходимое условие их всасывания) осуществляется при участии солей жёлчных кислот. Энергетическая ценность жиров примерно в 2 раза выше, чем углеводов, при условии их биологической доступности и здорового усвоения организмом.
Насыщенные жиры расщепляются в организме на 25—30 %, а ненасыщенные жиры расщепляются полностью.
Благодаря крайне низкой теплопроводности, жир, откладываемый в подкожной жировой клетчатке, служит теплоизолятором, предохраняющим организм от потери тепла (у китов, тюленей и др.).

## Применение жиров
- Пищевая промышленность (в частности, кондитерская)
- Фармацевтическая промышленность
- Производство мыла, косметических изделий, моющих средств (ПАВ)
- Производство смазочных материалов, мыльных загустителей для консистентных смазок (литолы, солидолы, консталины)
- Корм для животных
- Медицина
- Производство красок
- Производство глицерина